# Zeugophora scutellaris
Zeugophora scutellaris (лат.) — вид жуков из семейства большеноги.

## Описание
Жуки длиной 3–4 мм. Голова, переднеспинка, щиток и ноги красные. Первые три, реже четыре, членика усиков оранжевые, остальные чёрные. Переднеспинка в грубых разбросанных точках, она почти квадратная, её боковой край с большим треугольным выступом посередине. Надкрылья чёрные с почти параллельными сторонами, основание их шире задней части переднеспинки. Задние бёдра не утолщены, голени почти прямые, с короткими вершинными шпорами.
Личинки старшего возраста желтоватая, соломенная или белая длиной от 5 до 8 мм. Голова коричневая. Тело уплощено дорсовентрально. Усики короткие, четырёхчлениковые, направлены прямо вперед. Первый членик короткий, утолщённый.
Куколка желтоватого или соломенного цвета. Голова и переднегрудь резко загнуты вперёд, а усики проходят под передними и средними ногами.

## Биология
Питается листьями ив и тополей. Личинки питаются поодиночке, образуют крупные чёрные пятновидные мины на листьях растений. Жуки скелетируют листья, выедая ткани в промежутках между жилками листа.

## Распространение
Встречается в Европе, Центральной Азии, Западной Сибири, Китае. Завезен в США и Канаду.